# Triunghiul de autostrăzi Südharz
Triunghiul de autostrăzi Südharz (în germană Autobahndreieck Südharz, abreviere: AD Südharz; forma scurtă: Dreieck Südharz/triunghiul Südharz) este un triunghi de autostrăzi din sud-vestul Saxoniei-Anhalt. Leagă autostrada federală A 71 (Sangerhausen – Schweinfurt) cu autostrada federală A 38 (Südharzautobahn).

## Geografie
Triunghiul nu este situat în municipiul cu același nume, Südharz, ci în zonele urbane Allstedt și Sangerhausen din districtul Mansfeld-Südharz, între districtele Ober- și Niederröblingen. Este situat la aproximativ 95 km est de Göttingen, la aproximativ 55 km nord de Erfurt și la aproximativ 45 km vest de Halle (Saale). Granița de stat cu Turingia este la câțiva kilometri sud.
Triunghiul se află la marginea parcurilor naturale Saale-Unstrut-Triasland și Kyffhäuser cu Monumentul Kyffhäuser.
Triunghiul de autostrăzi Südharz are intersecția numărul 1 pe A 71 și numărul 17 pe A 38.

## Istoric
Triunghiul a fost deschis circulației pe 29 aprilie 2013, după trei ani și jumătate de construcție împreună cu tronsonul de autostradă a A 71 de la Heldrungen până la triunghiul Südharz. A 38 este accesibilă circulației în această zonă din 2002. Lucrările preliminare de construcție sub forma structurii podurilor au fost deja efectuate în timpul construcției A 38.
Analog triunghiului de autostrăzi Südharz, și triunghiul de autostrăzi Vienenburg din Districtul Goslar, Saxonia Inferioară, a fost redenumit la 1 ianuarie 2019 în Triunghiul de autostrăzii Nordharz (A 36/369).

## Forma constructivă
Ambele autostrăzi au patru benzi de circulație (două pe sens). Toate rampele de legătură sunt cu o singură bandă.
Triunghiul a fost conceput ca trompetă orientată spre dreapta.